# Erigeron luxurians
Erigeron luxurians là một loài thực vật có hoa trong họ Cúc. Loài này được (Skottsb.) Solbrig mô tả khoa học đầu tiên năm 1962.